# Pfarrkirche Pyhra bei St. Pölten

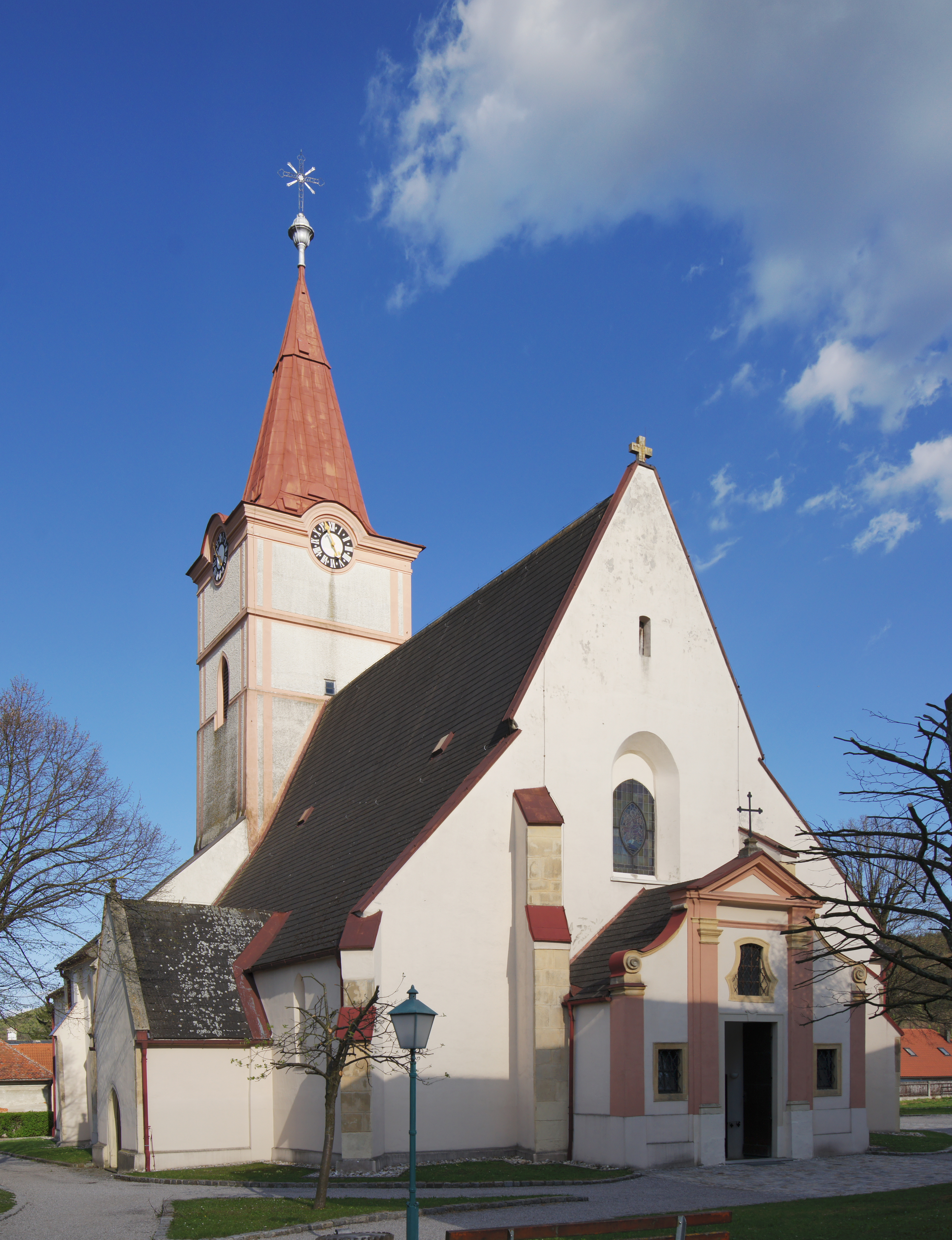
Katholische Pfarrkirche hl. Margareta in Pyhra bei St. Pölten

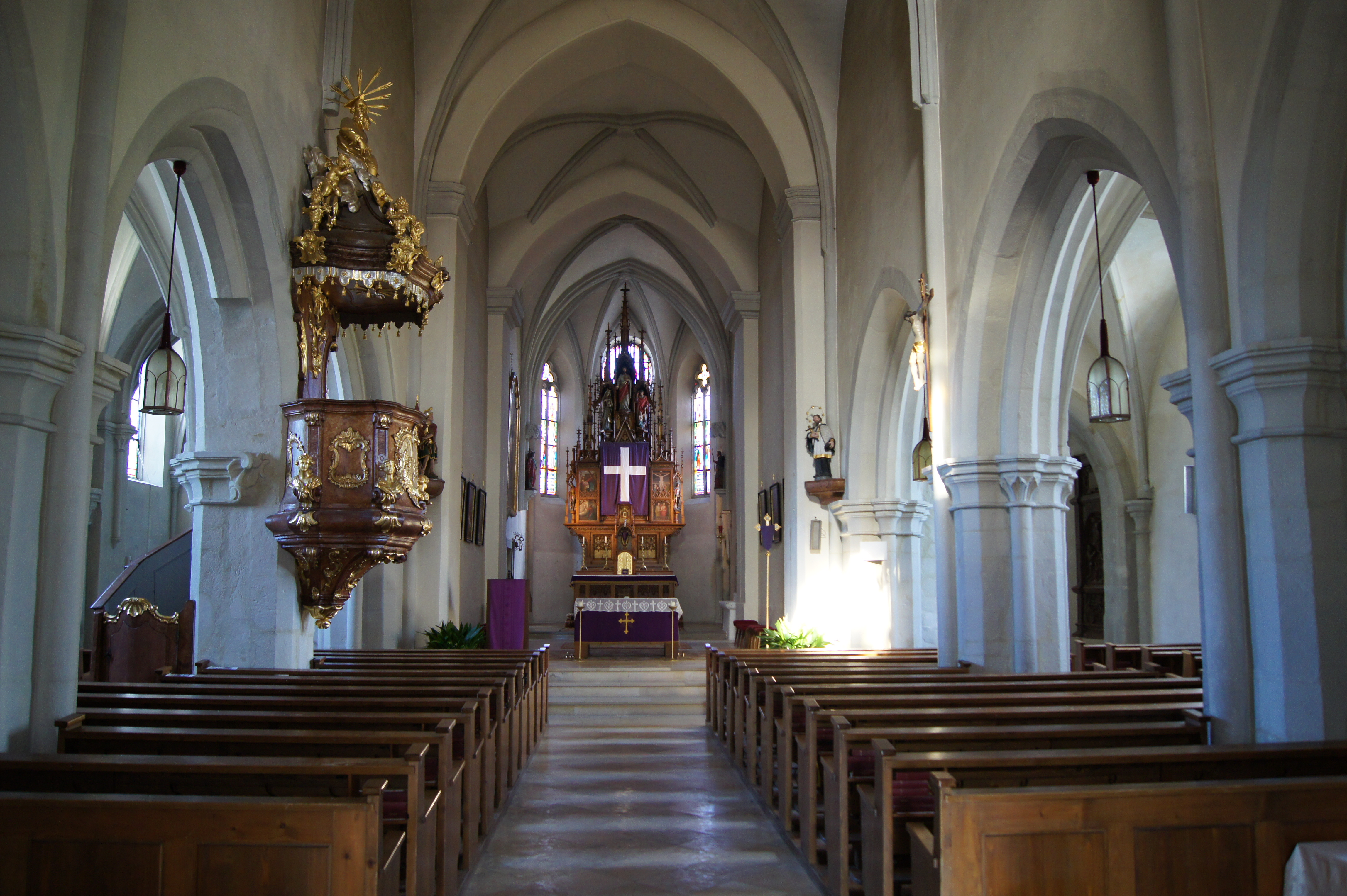
Mittelschiff, Blick zum Chor

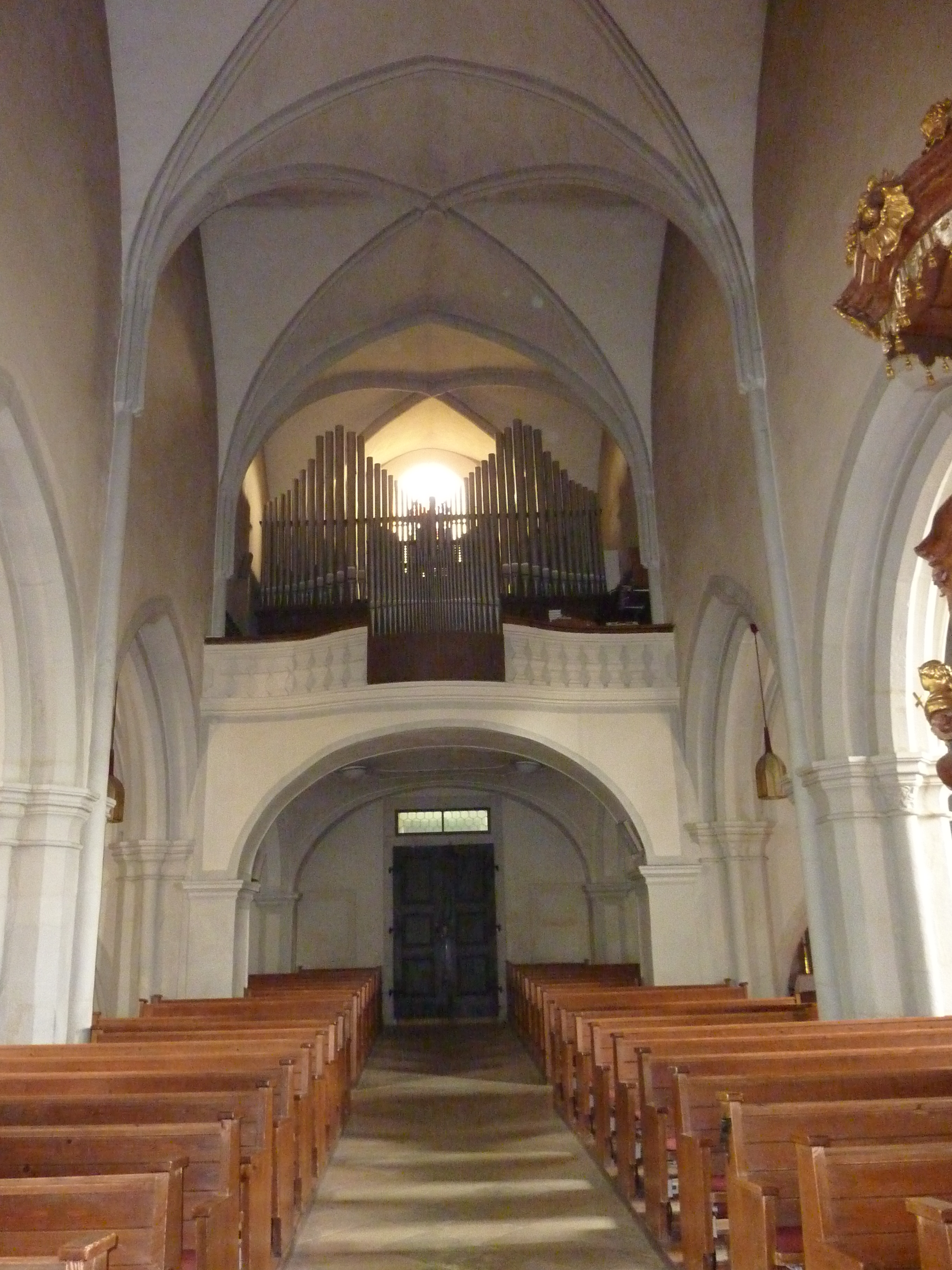
Mittelschiff, Blick zur Empore

Die römisch-katholische Pfarrkirche Pyhra bei St. Pölten steht auf einer terrassenförmigen Anhöhe in der Ortsmitte der Marktgemeinde Pyhra im Bezirk St. Pölten-Land in Niederösterreich. Die dem Patrozinium der hl. Margareta von Antiochia unterstellte Pfarrkirche gehört zum Dekanat Neulengbach in der Diözese St. Pölten. Die Kirche und die ehemalige Friedhofsmauer stehen unter Denkmalschutz (Listeneintrag).

## Geschichte
Urkundlich war die Pfarre um 1077 dem Stift Göttweig inkorporiert. Nach Brandschäden bei der Türkenbelagerung 1529 wurde die Kirche an Ritter Wilhelm von Greiß, Schlossherrn vom Schloss Wald, verkauft. 1625/1627 ging die Kirche wieder an das Stift Göttweig. Auch bei der Türkenbelagerung 1683 entstanden an der Kirche Brandschäden.
An der Stelle eines romanischen Vorgängerbaues wurde im späten 13. Jahrhundert mit dem Neubau einer gotischen Kirche begonnen. Vom Vorgängerbau ist wahrscheinlich das romanische Chorquadrat wie der romanische Ostturm im dickeren Turmmauerwerk erhalten. Der gotische Kirchenbau ab 1270 ist der Zeit entsprechend noch eine Pfeilerbasilika mit einem querhausartig vorspringenden Staffelchor sowie einem Pseudo-Vierungsturm. In der Bauabfolge entstanden die Nebenchöre als selbständige Kapellen ungleichartig und nacheinander.

## Einrichtung
Den Hochaltar als neugotischer monstranzförmiger Altar mit Stutzflügeln schuf Ludwig Linzinger 1990, die gemalte Mitteltafel malte Ida Kupelwieser; sie wird von Figuren der Heiligen Bernhard und Benedikt flankiert, an den Flügeln befinden sich reliefierte Szenen aus dem Marienleben (Festtagsseite) und Tafelbilder zur Passion Christi (Werktagsseite), im dominierenden Gesprengeaufbau befindet sich die Figur Herz Jesu flankiert von den Heiligen Karl Borromäus und Berta. Stifter des Altares sind Karl Kupelwieser und seine Gattin Bertha, die Malerin der Mitteltafel ist ihre Tochter Ida.
Das ehemalige Hochaltarblatt hl. Monika 1661 wurde 1739 von Thomas Friedrich Gedon zur hl. Margarete umgemalt.
Die prunkvolle Rokoko-Hängekanzel entstand 1758, sie zeigt am Korb Büsten der Kardinaltugenden und ein Relief Jesus im Tempel, auf dem Schalldeckel eine Gruppe Thronender Gottvater mit Putten.
Das spätgotische Taufbecken ist 11-seitig.
Die Kreuzwegbilder schuf Marie von Augustin Regelsberg von Thurnberg 1834.
Die elektropneumatische Orgel mit einem Freipfeifenprospekt bauten die Gebrüder Mauracher 1948.